# Eleição para governador do Alabama em 2002
A  eleição para governador do estado americano do Alabama em 2002  ocorreu no dia 5 de novembro de 2002, no estado americano do Alabama. Nessa disputa, o candidato republicano Bob Riley venceu o governador democrata Don Siegelman por 49% a 48%.
No dia 4 de junho de 2002, ocorreram as primárias nos dois partidos, com um total de quinze candidatos, que estabeleceram, os dois candidato escolhido para disputar as eleições de novembro.
Siegelman venceu a primária com 74% dos votos, vencendo Charles Bishop.
Riley venceu a primária com 73% dos votos, derrotou o vice-governador Steve Windom e o filho do ex-governador Fob James, Tim James. 
Nessa eleição, pela primeira vez na história do Alabama, nunca o governador viria a ser eleito com tão baixa maioria.
Riley tomou posse em 20 de janeiro de 2003.